# Porina nuculastrum
Porina nuculastrum är en lavart som först beskrevs av Johannes Müller Argoviensis, och fick sitt nu gällande namn av R. C. Harris. Porina nuculastrum ingår i släktet Porina och familjen Porinaceae.   Inga underarter finns listade i Catalogue of Life.